# Aliado importante extra-OTAN

Estados Unidos
Aliados importantes extra-OTAN

Aliado importante extra-OTAN, importante aliado não-OTAN, ou simplesmente aliado extra-OTAN (em inglês: Major non-NATO ally, MNNA) é uma designação dada pelo governo dos Estados Unidos para aliados que possuem relações de trabalho com as Forças Armadas dos Estados Unidos, mas que não são membros da Organização do Tratado do Atlântico Norte (OTAN) criada no ano de 1949 durante a Guerra Fria. Tal condição não confere automaticamente um pacto de defesa mútua com os Estados Unidos, e também não confere um pacto de defesa mútua com os Países membros plenos da (OTAN) mas confere uma variedade de vantagens militares e financeiras que de outra forma não poderiam ser adquiridos por esses países sem a designação ou adesão à OTAN.

## História

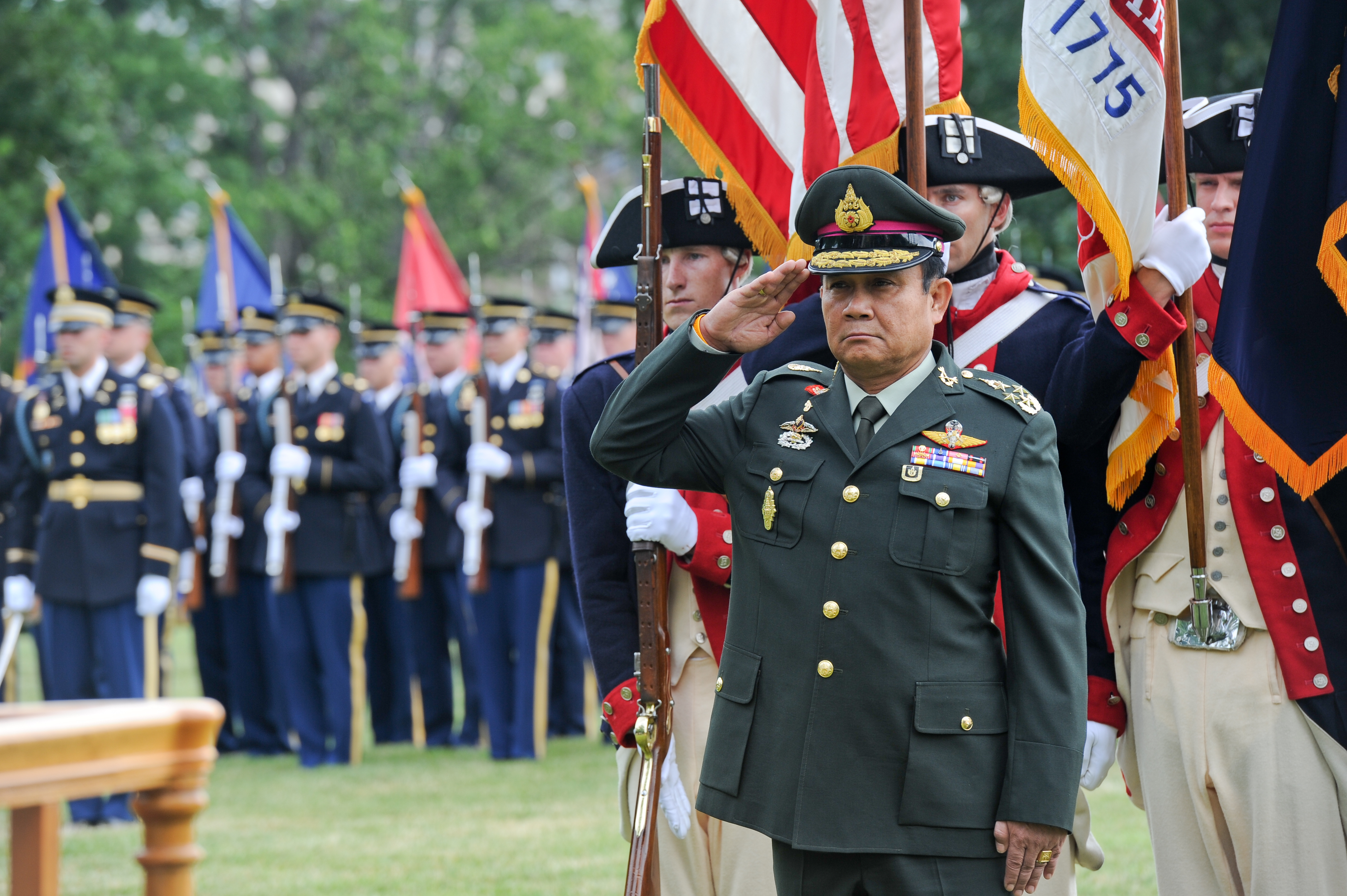
Prayut Chan-o-cha, comandante em chefe do Exército Real Tailandês, em Arlington, Virginia, 6 de Junho, 2013

A designação foi criada em 1989 quando a seção 2350a (Sam Nunn Amendment) foi adicionada ao Título 10 (Forças Armadas) do Código dos Estados Unidos pelo Congresso. Isso estipula que os acordos de pesquisa e desenvolvimento cooperativo poderiam ser promulgados com aliados extra-OTAN pelo Secretário de Defesa com a concordância do Secretário de Estado. Os primeiros com a designação foram Austrália, Coreia do Sul, Egito, Israel, e Japão.
Em 1996, aliados importantes extra-OTAN receberam benefícios financeiros e militares adicionais quando a seção 2321k foi adicionada ao Título 22 (Relações Exteriores) do Código dos EUA (também conhecida como seção 517 do Foreign Assistance Act de 1961), a qual conferiu aos aliados extra-OTAN muitas das mesmas isenções do Arms Export Control Act que eram atribuídas aos membros da OTAN. Isso também autorizou ao Presidente em designar uma nação como "aliado importante extra-OTAN" trinta dias após notificar o Congresso. Quando promulgado, o estatuto designou os primeiros cinco países como aliados extra-OTAN e adicionou Jordânia e Nova Zelândia para a lista.
A cooperação militar e estratégica com a Nova Zelândia sofreu uma reversão após o desarranjo da aliança ANZUS em 1984 sobre a entrada de navios nucleares. A designação da Nova Zelândia como um importante aliado extra-OTAN refletiu o aquecimento das relações entre os dois. Em junho de 2012, a Nova Zelândia assinou um arranjo de parceria com a OTAN amplamente fortalecendo e consolidando relações.
Quando o Congresso promulgou em setembro de 2002 a Foreign Relations Authorization Act para FY 2003, isso requereu que Taiwan seja "tratado como se estivesse sendo designado um aliado importante extra-OTAN." Apesar de algumas dúvidas iniciais sobre a percebida intrusão do Congresso dentro da autoridade em relações exteriores do Presidente, a administração Bush subsequentemente submeteu uma carta ao Congresso em 29 de agosto de 2003, designando Taiwan como um aliado importante extra-OTAN.

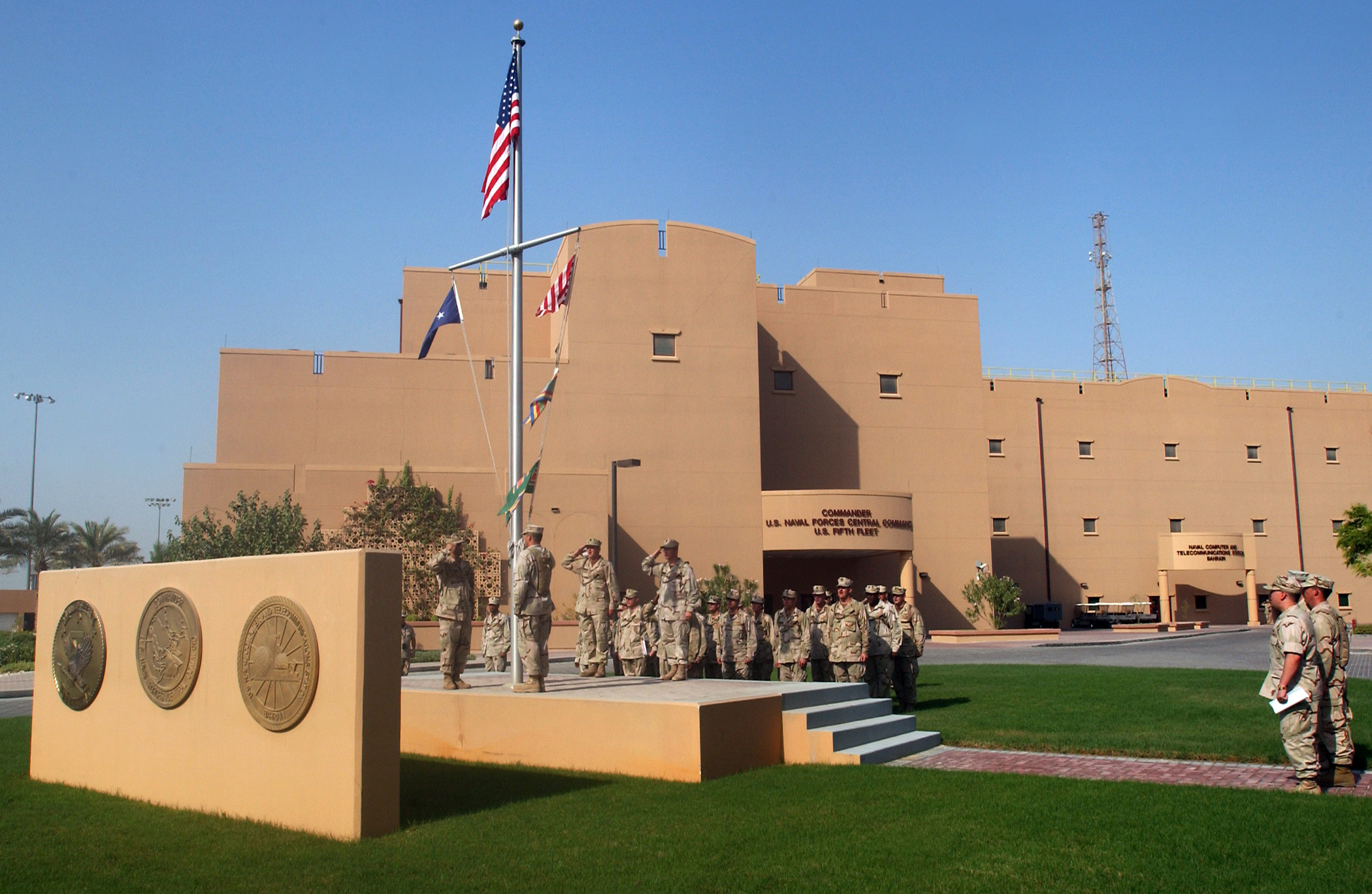
Base NSA Bahrain é o lar do U.S. Naval Forces Central Command e U.S. Fifth Fleet

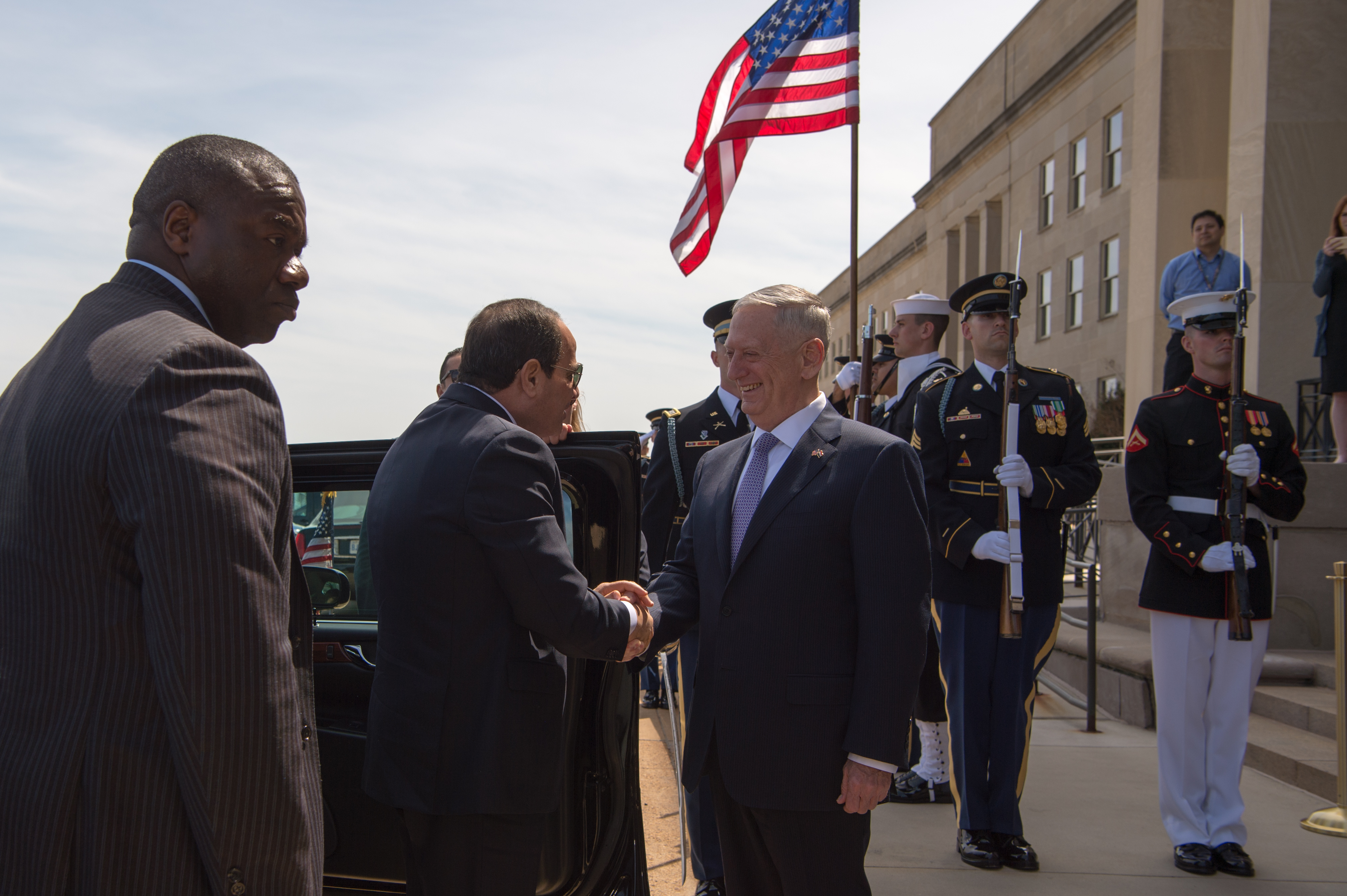
Secretário de Defesa Jim Mattis encontra com o Presidente do Egito Abdel Fattah el-Sisi durante um encontro tido no Pentágono, em 5 de abril de 2017

Outros países têm sido aventados como futuros aliados importantes extra-OTAN. Seguindo a anexação da Crimeia pela Rússia, membros do Congresso dos Estados Unidos propuseram, em 2014, designar a Ucrânia, Moldova, e Geórgia como aliados importantes extra-OTAN. Durante uma cúpula em Camp David em 2015 com os estados do Conselho de Cooperação do Golfo, a administração Obama considerou designar Arábia Saudita, os Emirados Árabes Unidos, Omã e Catar como aliados extra-OTAN. Em maio de 2015, o presidente dos EUA, Barack Obama, declarou sua intenção de fazer a Tunísia um aliado extra-OTAN enquanto hospedava sua contraparte tunisiana, Beji Caid Essebsi, na Casa Branca em visita oficial.
A designação de certos países como aliados extra-OTAN não ocorreu sem controvérsia. Os parlamentares Ted Poe (do Partido Republicano, pelo Texas) e Rick Nolan (do Partido Democrata, pelo Minesota) introduziram o projeto de lei H.R. 3000 para revogar a posição do Paquistão como um aliado extra-OTAN, citando esforços inadequados de contraterrorismo, a proteção de Osama bin Laden e o apoio paquistanês para o Talibã.
Em 2017, o general Joseph Dunford, chefe do Estado-Maior Conjunto acusou o Inter-Services Intelligence (ISI) do Paquistão de ter laços com grupos terroristas. A Reuters reportou que "possíveis repostas da administração Trump que sendo discutidas incluem expandir o ataque de drones dos EUA e talvez eventualmente revogar a designação do Paquistão como um aliado importante extra-OTAN."
Em 31 de julho de 2019, o presidente dos Estados Unidos Donald Trump designou o Brasil como aliado importante extra-OTAN após receber visita de Estado do presidente brasileiro Jair Bolsonaro.

## Benefícios
Nações nomeadas como aliadas extra-OTAN são elegíveis para os seguintes benefícios:
- entrada em projetos cooperativos de pesquisa e desenvolvimento com o Departamento de Defesa em uma base de custo compartilhado
- participação em certas iniciativas de contraterrorismo
- compra de cartuchos antitanque de urânio empobrecido
- entrega prioritária de excedente militar (variando de rações até navios)
- posse de Estoque Reserva de Guerra de equipamento de propriedade do Departamento de Defesa que são mantidos fora das bases militares estadunidense
- empréstimos de equipamentos e materiais para projetos e avaliações cooperativos de pesquisa e desenvolvimento
- permissão para usar financiamento estadunidense para a compra ou concessão de certos equipamentos de defesa
- treinamento recíproco
- processamento de exportação expedida de tecnologia espacial
- permissão para as corporações licitarem em certos contratos do Departamento de Defesa para a reparação e manutenção de equipamento militar fora dos Estados Unidos

## Países designados
Os seguintes países foram designados com aliados importantes extra-OTAN dos Estados Unidos (em ordem de seu apontamento):

### Nomeados por George H. W. Bush

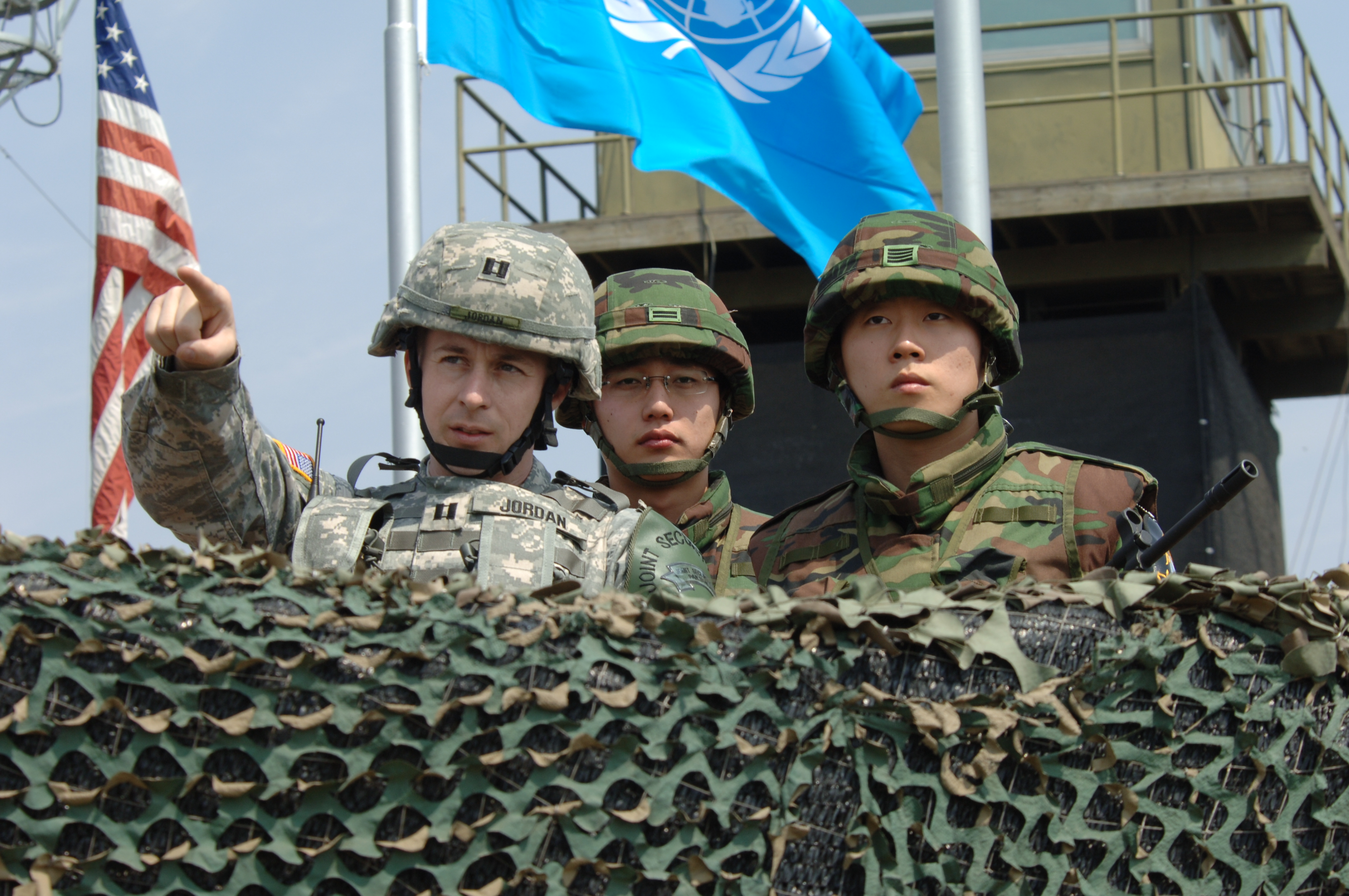
Soldados sul-coreanos e um oficial do Exército dos EUA monitoram a Zona Desmilitarizada da Coreia em 2008.

- Austrália (1989)[27]
- Coreia do Sul (1989)[27]
- Egito (1989)[27]
- Israel (1989)[27]
- Japão (1989)[27]

### Nomeados por Bill Clinton
- Jordânia (1996)[28]
- Nova Zelândia (1997)[13]
- Argentina (1998)[29]

### Nomeados por George W. Bush
- Bahrein (2002)[30]
- Taiwan (2003)[14]
- Filipinas (2003)[31]
- Tailândia (2003)[32]
- Kuwait (2004)[33]
- Marrocos (2004)[34]
- Paquistão (2004)[35]

### Nomeados por Barack Obama
- Afeganistão (2011-2021)[36][37]
- Tunísia (2015)[38]

### Nomeados por Donald Trump
- Brasil (2019)[39][40]

### Nomeados por Joe Biden
- Catar (2022)[41]
- Colômbia (2022)[42]
- Quênia 2024[43]

## Major Strategic Partner
Em dezembro de 2014, o Congresso dos EUA aprovou o US—Israel Major Strategic Partner Act. Essa nova categoria está um degrau acima da classificação de "aliado importante extra-OTAN" e adicionou benefícios quanto à defesa, à energia e ao fortalecimento de cooperação em negócios e acadêmicos. O projeto de lei adicionalmente pede para os Estados Unidos aumentarem seu estoque reserva de guerra em Israel para 1,8 bilhão de dólares estadunidenses.